# A98 road
Die A98 ist eine Fernstraße in Schottland. Sie beginnt östlich von Fochabers in der Region Moray und endet im Stadtzentrum von Fraserburgh in Aberdeenshire und bindet dabei die nördlichen Gebiete der Regionen entlang dem Moray Firth an das Fernstraßennetz an.

## Verlauf
Direkt östlich von Fochabers geht die A98 von der aus Inverness kommenden A96 ab, die an dieser Stelle nach Südosten Richtung Aberdeen abdreht. Sie folgt der Küstenlinie des Moray Firth und passiert die Städte Buckie und Portknockie, bevor sie Cullen erreicht. Buckie und Portnockie sind über die A942 erreichbar, die direkt entlang der Küstenlinie verläuft und von der A98 abgeht. Weiter nach Osten verlaufend erreicht die A98 Portsoy. Zwischen Portsoy und Banff nimmt sie die aus den Hochlanden von Moray kommende A95 auf, quert auf der denkmalgeschützten Bridge of Banff den Deveron und erreicht Macduff. Im Weiteren verläuft sie weiter im Landesinneren durch eine dünnbesiedelte Region und beschreibt einen weiten Bogen zurück zum Moray Firth. Sie endet im Zentrum von Fraserburgh am Endpunkt der A90.

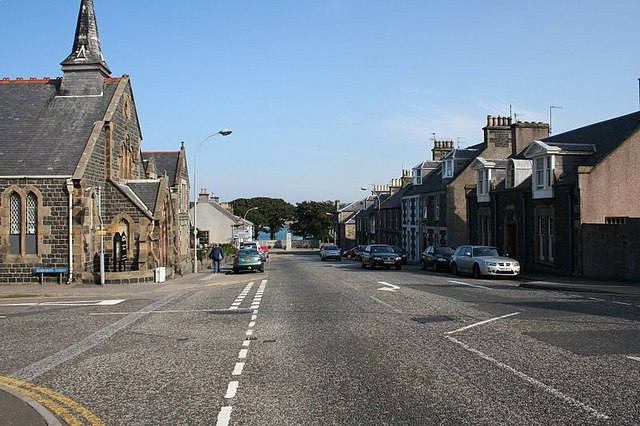
Stadttdurchfahrt Banff
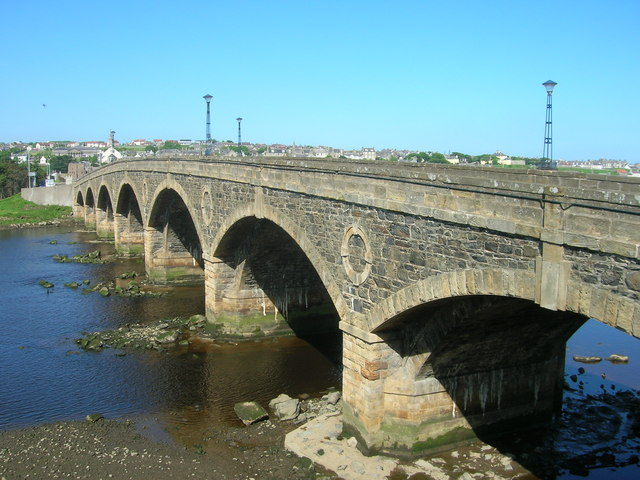
Bridge of Banff über den Deveron
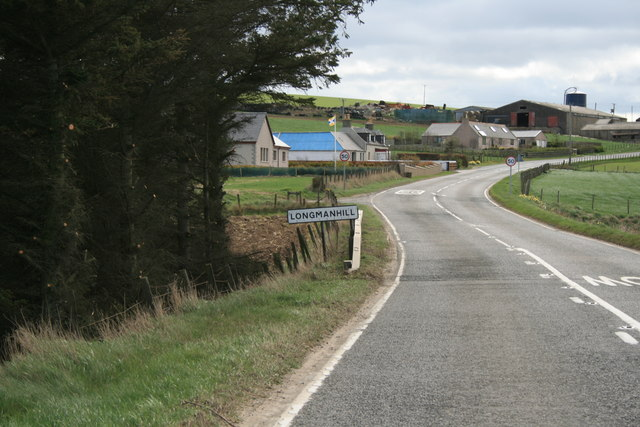
Ortseinfahrt von Longmanhill